# Saccobolus
Saccobolus es un género de hongos en la familia Ascobolaceae. El género posee una distribución amplia, y contiene 27 especies.

## Especies
Entre las especies se cuentan:
- Saccobolus beckii
- Saccobolus caesariatus
- Saccobolus chenocopricus
- Saccobolus citrinus
- Saccobolus depauperatus
- Saccobolus dilutellus
- Saccobolus glaber
- Saccobolus globuliferellus
- Saccobolus infestans
- Saccobolus minimus
- Saccobolus obscurus
- Saccobolus quadrisporus
- Saccobolus saccoboloides
- Saccobolus thaxteri
- Saccobolus truncatus
- Saccobolus verrucisporus
- Saccobolus versicolor